# Цепкохвостая хутия
Цепкохвостая хутия (лат. Mysateles prehensilis) — вид грызунов из подсемейства хутиевых семейства щетинистых крыс. Эндемик Кубы.
Верхняя часть тела — смесь черноватого, буро-жёлтого и рыжего цветов. Низ — от беловатого до коричневого, часто белый спереди и коричневый сзади, хвост — от ярко-рыжего до коричневого цвета.
Цепкохвостая хутия встречается по всему острову Куба, она обитает в первичных и вторичных лесах. Вид ведёт полностью древесный образ жизни, питается листьями. 
Численность популяции постоянно сокращается из-за преобразования лесов в сельскохозяйственные территории.